# Bermond II d'Uzès
Bermond II d'Uzès (v. 1180-avant 1226) est un co-seigneur d'Uzès du XIIIe siècle.

## Biographie

### Origines et mariage
Bermond nè vers 1180. Il est le fils du seigneur Raymond Rascas d'Uzès et de Marie N., probablement sa cousine, fille de Rostaing Ier de Posquières. Il a un frère, Raymond-Decan.
Bermond épouse, vers 1205, Guiraude/Géraude/Géralde, qui est peut-être la fille de Giraud Adhémar.
Le lien entre Bermond et Giraud est mentionné dans un acte datant d'août 1229, dans lequel « Giraud Adhémar, seigneur de Montélimar, promet à son gendre Bermond d'Uzès de lui remettre pour la dot de sa fille Géralde ses droits sur les châteaux de la Valloire (Valaurie) et de Cossas (Roussas) ». Toutefois, les connaissances actuelles ne permettent pas de dire précisément s'il s'agit de Giraud II Adhémar, seigneur de Monteil (Montélimar) et de sa seconde épouse, Mabille, vicomtesse de Marseille, ou de leur fils Giraud III Adhémar. De plus, l'acte de 1229 semble tardif par rapport aux datations de Bermond.

### Carrière
Il succède à son père comme co-seigneur d'Uzès, en 1210.
Le 9 février 1212, Bermond II prête serment à l'évêque Raymond III, pour ses possessions dans le diocèse et la cité (Chartrier d'Uzès, Cotté  n°9). Sont présents lors de la cérémonie, Pierre Bermond [VI], seigneur de Sauve ; Rostaing III de Posquières  ; G. prévôt de la cathédrale d'Uzès ; S. de Boisseson, précenteur ; G. du Pont; R. de Remoulins et R. de Saint-Maximin, chanoine. Au cours de cette même année, il confirme les donations de son père la chartreuse de Valbonne (Chartrier d'Uzès, Cotté LXXVII).
En 1215, il rend hommage à l'évêque pour la possession de la viguerie, obtenue de Simon IV de Montfort en échange de la mise à disposition de cent chevaliers, correspondant à l'ancien usage avec le comte de Toulouse (Chartrier d'Uzès, Cotté LXXXVI).

### Mort et sépulture
Bermond II teste en 1223 dans son château de Collias. L'année suivante, il est excommunié par l'évêque d'Uzès, pour un hommage non rendu.
Sa mort n'est pas connue, elle est placée avant l'année 1226. Sa sépulture ainsi que celle de son épouse se trouvent dans l'église abbatiale de Saint-Gilles du Gard.

## Famille
Bermond épouse, vers 1205, Guiraude ou Géraude [Adhémar]. Ils ont entre autres :
- Decan II (v. 1210-v. 1285), qui succède à son père.
- Robert (…-v. 1283), évêque d'Avignon (1267-1283), élu à Valence (1267), mais ne s'y rend pas.
- Ermesinde.